# NetBus
NetBus – aplikacja typu koń trojański, pozwalająca na przejmowanie kontroli nad komputerami.
Aplikacja została napisana w marcu 1998 przez szwedzkiego programistę Carla Fredrika Neiktera w Delphi.

## Budowa
NetBus składa się z dwóch składników:
- serwera (Patch.exe)
- klienta (NetBus.exe)

Aby przejąć kontrolę nad konkretnym komputerem należy uruchomić na nim plik serwera.
Natomiast plik klienta służy do sterowania komputerem, na którym działa plik serwera programu NetBus.
Serwer NetBus standardowo działa na porcie 12345, ale można to zmienić.

## Możliwości
- Open CD-ROM – pozwala na wysuwanie/wsuwanie napędu CD-ROM
- Show image – pozwala wyświetlać na kontrolowanym komputerze dowolny plik graficzny
- Swap mouse – pozwala na zmianę przycisków w myszy komputerowej (tzn. lewy przycisk staje się prawym i odwrotnie)
- Start program – pozwala uruchamiać dowolną aplikację
- Msg manager – pozwala na wysłanie wiadomości/komunikatów/ostrzeżeń systemowych do kontrolowanego komputera
- Screendump – pozwala na wykonanie zrzutu ekranu kontrolowanego komputera i przesłanie go do komputera, na którym zainstalowano aplikację klienta
- Get info – pozwala na wyświetlanie informacji o kontrolowanym komputerze
- Play sound – pozwala na odtwarzanie wybranego dźwięku na komputerze z uruchomionym serwerem
- Exit Windows – pozwala na wyłączenie systemu Microsoft Windows
- Send text – pozwala na wysłanie wiadomości tekstowej wyświetlanej na pasku adresu
- Active wnds – wyświetla informacje, jakie aplikacje są uruchomione na komputerze z klientem NetBusa
- App Redirect – pozwala uruchomić aplikację, nad którą aplikacja klienta posiada kontrolę
- Mouse pos – pozwala ustawić kursor myszy w wybranym obszarze ekranu
- Listen – pozwala na przechwytywanie znaków wpisywanych na klawiaturze
- Sound system – pozwala regulować głośność dźwięku
- Control mouse – pozwala na kontrolowanie myszy komputerowej
- Go to URL – pozwala na uruchomienie przeglądarki internetowej i przejście pod wskazany adres WWW
- Key manager – pozwala na blokowanie klawiatury
- File manager – pozwala na zarządzanie zasobami plików
- In interval  – pozwala na powtarzania konkretnej opcji w określonych odstępach czasu

## Źródła
1. ↑  SANS Institute: Reading Room - Malicious Code [online], www.sans.org [dostęp 2020-03-26] (ang.).
2. ↑  T. Chenoweth, R. Minch, S. Tabor. User Security Behavior on Wireless Networks: An Empirical Study. „2007 40th Annual Hawaii International Conference on System Sciences (HICSS'07)”, s. 145b, 2007.